# La Libertad (Argentina)
La Libertad es una localidad y distrito ubicado en el departamento Rivadavia de la provincia de Mendoza, Argentina. 
La villa cabecera se ubica sobre la Ruta Provincial 62, a 500 m de la margen derecha del río Tunuyán, y a 5 km de la ciudad de Rivadavia, con la cual se halla prácticamente conurbada salvo por las márgenes del mencionado río. Además del barrio La Libertad cuenta con otros dos asentamientos: el barrio Catena y el barrio Cooperativa La Primavera.
Es uno de los parajes más antiguos del departamento, desarrollado a partir de uno de los primeros pasos sobre el río Tunuyán, conocido como Costa de los Ferreyra. Se cree que el nombre proviene de la liberación de los indios huarpes, ya que en esta zona había numerosas encomiendas y reducciones de dicha etnia. La zona es también conocida como Titarelli, por Enrique Titarelli, dueño de un emporio olivícola que dio mucho empleo en la región y fomentó el desarrollo de la infraestructura del lugar.
En la zona se cultivan principalmente viñedos y frutales.
La actual escuela Cornelio Saavedra nació como una carpintería primero y luego fue la primera escuela de oficios de la provincia.
En lo deportivo, se encuentra el Club Social y Deportivo La Libertad que disputa la Liga Rivadaviense de Fútbol con sus categorías mayores e inferiores. En 2017 disputó por primera vez el Torneo Federal B y luego por segunda ocasión participó en el ya restaurado Torneo Regional Amateur 2019.